# 青岛市场
36°04′26.2″N 120°18′55″E / 36.073944°N 120.31528°E
青岛市场，又称青岛鱼菜市场，曾用名公立市场、劝业场、青岛人民市场，是位于中国山东省青岛市市北区市场三路41号的一栋商业市场建筑，建于青岛第一次日占时期的1917至1918年，曾长期为青岛市区内的重要商业市场。1993年拆除，原址现为银河金星大厦。

## 历史

建成之初的青岛市场

日本于1914年11月占领青岛后于1916年制定了新的城市规划，其中第一期工事包括在大鲍岛、观象山以北建设新市街“新町”，第一期工事第18号项目即为在新町新修筑的市场三丁目（今市场三路）北侧建设一座市场大楼。市场于1917年11月2日开工，1918年12月30日竣工，工程耗资18.67万元（银），官方供给材料7295.6元（金），设计者可能是青岛守备军民政署土木课建筑师三上贞。
青岛市场建成后，其经营由日本人把持。日本人成立市场组合，设组合长、副组合长、顾问各1人，均由日本人担任；评议员20人，其中日商16人，华商4人。店铺摊商按月交纳租金，华商交纳租金高于日商。1922年12月青岛回归时，市场楼上主要为日用品、杂货店，有日商55个，华商5个；楼下主要为鱼菜市场，有华商45个，日商29个；露天摊位华商27个，日商18个。

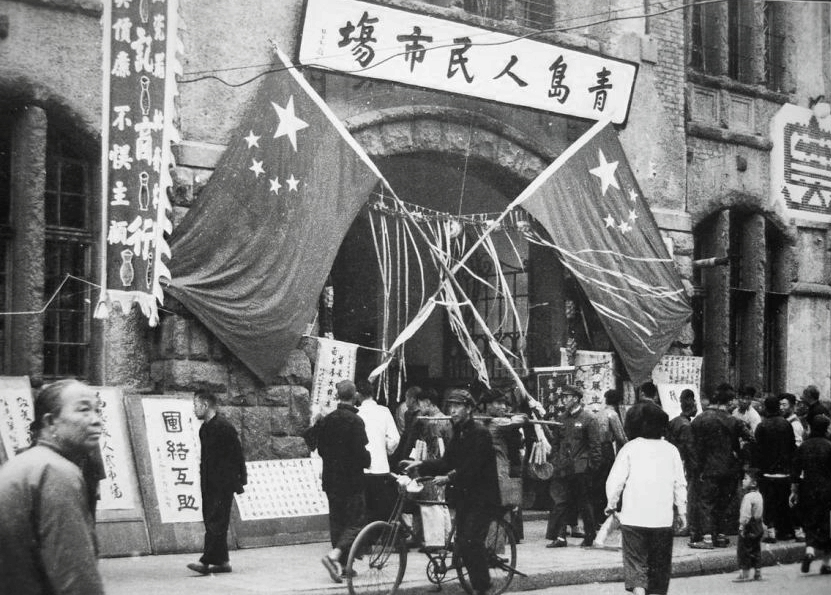
青岛人民市场，匾额为时任青岛市副市长张公制所题写

青岛回归前夕，日本人向占领军当局续租一年，至1923年10月租约到期时，市场组合长笹尾一藏向北洋政府胶澳商埠督办公署申请续租十年，而华商则联合请求将市场收归华商自办，又有部分华商联名上书揭露市场黑幕。于是督办公署财政局派员到市场调查，发现露天摊位实收租金、杂费远高于规定租金，且对华商收租高于日商。至于市场楼内情况，组合人员拒绝交出租户清册，甚至锁闭市场大门，以罢市相要挟。此时又有部分华商受日商利用而改变立场，反对政府收回市场。如此僵持五、六日后，经过协调，市场重新开市。同年11月，市场改由财政局经租，租金仍依照旧规，另成立市场公会，中国人任会长，日本人任副会长，中日双方各推评议员12人，双方评议员各推会计1人。青岛市场定名“公立市场”，另挂“劝业场”门牌。1926年冬，胶澳商埠局工程事务所为露天商贩新建平房96间。
作家梁实秋在《忆青岛》中回忆道：“我曾在大雅沟菜市场以六元市得鲥鱼一尾，长二尺半有奇，小口细鳞，似才出水不久，归而斩成几段，阖家饱食数餐，其味之腴美，从未曾有。”
1945年日本投降后，日商停业，日侨被遣返，市场完全由华商管理，但受南京国民政府统治下经济危机影响，营业萧条。1949年青岛解放后，青岛市人民政府整顿市场，1950年将黄岛路一带的鱼菜摊商迁至该市场。1951年9月改称“青岛人民市场”。1952年至1953年，市场商户成立联营社、联营组，按行业归口管理。后经整修，市场一楼开设人民市场菜店，二楼改为国营妇女儿童用品商店，后扩建为综合百货商场，露天市场的平房改建为住户。1993年12月9日，市场大楼被爆破拆除，原址建设青岛人民商厦（现名银河金星大厦），1994年7月23日开工，1996年9月30日竣工。

## 建筑特色

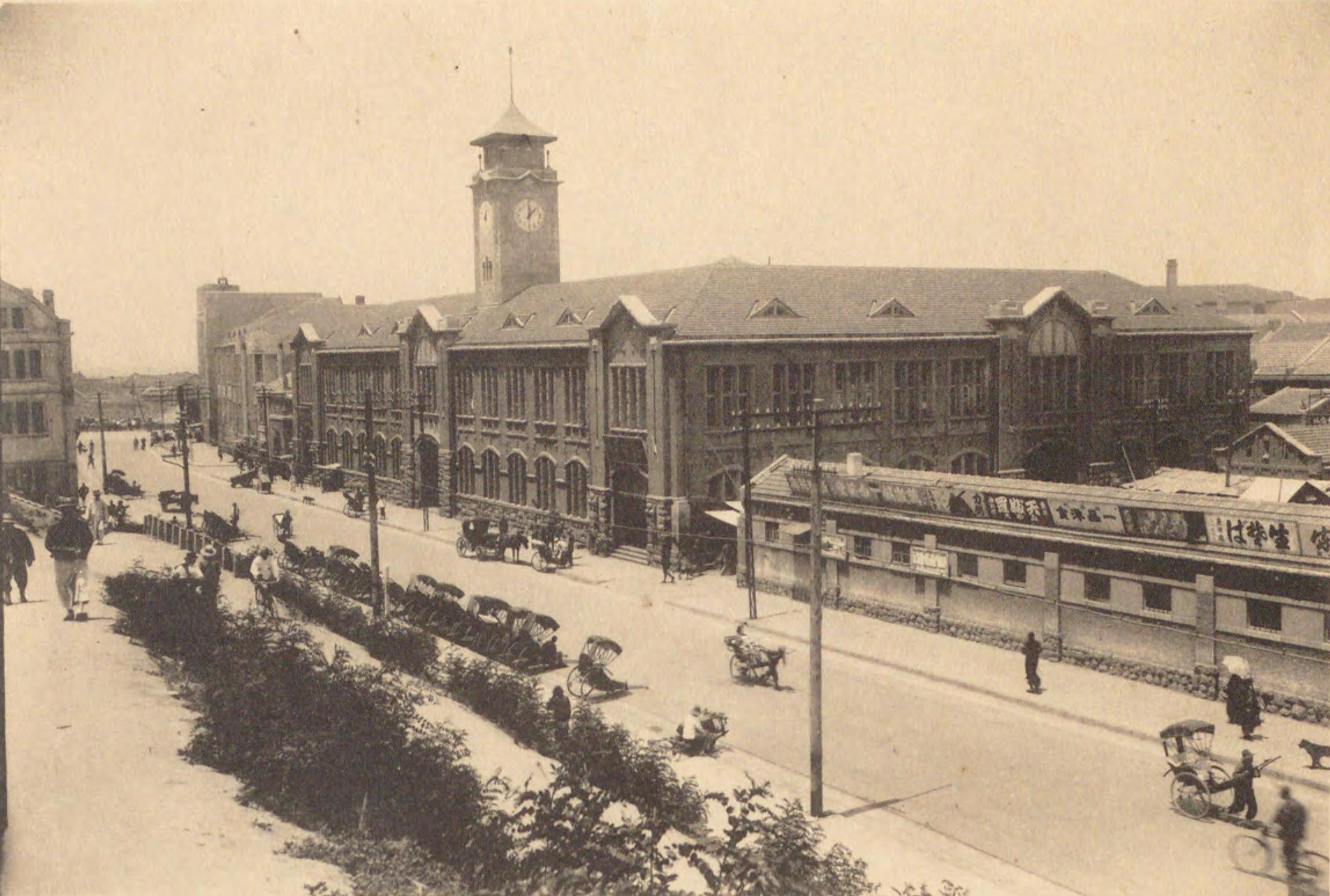
青岛市场旧影

青岛市场位于市场三路、市场二路、旅顺路、阳谷路合围成的街区内，南临市场三路，占地面积2600平方米，建筑面积1700余平方米，钢筋混凝土结构，地上二层，地下一层，楼高约15米，中央钟楼高31.7米（一说35米），平面呈“口”字形，合围成天井院。立面三段式对称，中央及两端外凸，一层设门洞，檐口起山墙。外墙花岗岩粗石勒脚，黄色拉毛墙面，局部点缀石块，门窗边沿以花岗岩条石镶嵌，一层门窗发券，二层为方窗，屋顶铺红瓦。楼内为柱网大空间布局，柱距4米。该楼为青岛日本商业建筑的代表作。
《胶澳志》曾对青岛市场的建筑状况有如此描述：“公立市场者，亦名劝业场……其建筑之宏伟，为本埠市场冠。计占地七百坪（合八百余步），建筑面积五百十七坪，其屋之基础系就地面掘深十三尺，以铁筋洋灰及砾石筑之。其屋之墙壁大部用砖，一部用铁筋洋灰，外部下层墙址用花岗石。楼高三十四尺，前屋底层之地下室用洋灰，一二层楼均用铁筋洋灰，其屋顶之梁用木，上覆洋瓦。场之正中设钟楼，高九十五尺，以铁筋洋灰筑成，顶上葺以铜板，内置大钟。其建筑图样属近世复兴式。其场内外设有消火拴、多处水道之引水管及各室上之电灯，设备齐全。污水管雨水管屋内用铁制，屋外用瓦制，以达于公设之沟渠。其工事费计现银十八万六千余元，又官发材料值日金七千余元。自民国六年十一月初起工，翌年十二月杪竣工，计十四阅月，固属本埠有数之巨大工程也（以上见日人所著《土木志》）。”